# Vriesea chontalensis
Vriesea chontalensis là một loài thuộc chi Vriesea. Đây là loài bản địa của Bolivia, Costa Rica và Ecuador.